# Bexarotene
Il bexarotene è il nome del principio attivo indicato nel trattamento delle manifestazioni cutanee nei pazienti con linfoma.

## Indicazioni
È indicato nel trattamento delle manifestazioni cutanee nei pazienti con linfoma cutaneo a cellule T (CTCL) di grado avanzato, refrattari ad almeno un trattamento sistemico precedente.

### Off-Label

#### Carcinoma renale, mammario e micosi fungoide
Viene utilizzato inoltre come trattamento per alcune forme di carcinoma (carcinoma renale e le metastasi da carcinoma mammario), nelle micosi fungoidi e nella terapia della dermatite delle mani e parapsoriasi.

#### Terapia dell'Alzheimer (nei topi)
Una ricerca presso la Case Western Reserve University School of Medicine di Cleveland ha rivelato che il bexarotene ha dimostrato efficacia nel modello murino nella cura dell'Alzheimer, causando nei topi una drammatica riduzione delle placche amiloidi e un miglioramento delle funzioni cognitive. Il farmaco si è rivelato efficace nel ridurre le placche ad una velocità mai raggiunta precedentemente. I primi risultati evidenti si sono verificati fin dalle 6 ore successive alla somministrazione del farmaco. Nelle successive 72 ore dalla somministrazione si era rilevata la cancellazione del 50% delle placche, e la ripresa di certi comportamenti sani e operosi da parte dei topi, come riprendere a costruirsi il nido con dei pezzi di carta.

#### Terapia dell'Alzheimer (negli umani)
Essendo il farmaco già testato per l'uso umano si prevede entro due mesi da febbraio 2012 l'inizio dei test su soggetti umani.

## Meccanismo di azione
Il bexarotene è un composto sintetico che esplica la propria azione biologica attraverso la formazione di legami selettivi e l'attivazione dei tre recettori dei retinoidi X, che quando sono attivati regolano la differenziazione e la proliferazione cellulare, l'apoptosi e la sensibilizzazione all'insulina, determinando l'inibizione della crescita delle cellule tumorali che hanno origine da cellule ematopoietiche o squamose.

## Effetti collaterali
Il betaxarotene è gravato da molteplici effetti collaterali. Tra questi frequentemente, in modo particolare, si manifestano: l'ipotiroidismo, la leucopenia, l'ipercolesterolemia e l'iperlipemia ed anche dolori, cefalea, astenia, dermatite esfoliativa, prurito, rash.

## Controindicazioni
Ipersensibilità nota al bexarotene o a uno qualsiasi degli eccipienti. Gravidanza e allattamento. Donne potenzialmente fertili in assenza di efficaci misure contraccettive. Precedenti di pancreatite. Ipercolesterolemia non controllata Ipertrigliceridemia non controllata- Ipervitaminosi A. Patologia tiroidea non controllata. Insufficienza epatica. Infezione sistemica in atto.

## Dosaggi
Per via orale
- 300 mg al giorno (dose massima 400 mg al giorno)

Per via topica
- una volta al giorno a giorni alterni (dose massima 4 volte al giorno dopo la prima settimana di trattamento)

## Sintesi chimica
M.F. Boehm, R.A. Heyman, L. Zhi, C.K. Hwang, S. White, A. Nadzan, Template:US Patent (1998).